# Holma bispicata
Holma bispicata là một loài nhện trong họ Linyphiidae. Chúng được George Hazelwood Locket miêu tả năm 1974, và chỉ được tìm thấy ở Angola.